# Die unglaublichen Geschichten von Roald Dahl
Die unglaublichen Geschichten von Roald Dahl (Originaltitel Tales of the Unexpected) ist eine Mysteryserie nach den Geschichten von Roald Dahl, die zwischen 1979 und 1988 produziert wurde. Dahl stellte die Episoden in den ersten beiden Staffeln selbst in einem kurzen Monolog vor.

## Handlung
Die Episoden basierten zunächst auf Kurzgeschichten von Dahl, welche dieser bereits in seinen Büchern  Tales of the Unexpected, Kiss Kiss und Someone Like You veröffentlicht hatte. Im Laufe der zweiten Staffel wurden Episoden erstmals von anderen Autoren verfasst. Von Staffel drei bis zum Ende der Serie wurden keine Vorlagen von Dahl mehr verwendet, er trat zudem auch nicht mehr am Anfang der Folgen auf. In der US-amerikanischen Bearbeitung übernahm John Houseman den Einleitungsmonolog. Die einzelnen Episoden zeichneten sich dadurch aus, dass sie meist mit einer unvorhergesehenen Wendung der Handlung endeten. Insgesamt entstanden 112 Episoden in neun Staffeln.

## Besetzung
Da es sich bei Tales of the Unexpected um eine Anthologie-Serie handelt, gab es für jede Folge eine neue Besetzung. Es konnten viele international erfolgreiche Schauspieler für die einzelnen Episoden der Serie verpflichtet werden, darunter Peter Cushing, José Ferrer, Eli Wallach, Telly Savalas, Julie Harris, Joan Collins, Don Johnson, Shane Rimmer, George Peppard, Rod Taylor, Sir John Gielgud, Sir John Mills, Joseph Cotten, Van Johnson, Richard Basehart, Janet Leigh und Jennifer Connelly.

## Filmmusik
Die Titelmusik stammte von Ron Grainer, der zuvor bereits Titelmelodien unter anderem für Nummer 6 und Doctor Who komponiert hatte.

## Auszeichnungen
- 1980: Edgar Allan Poe Award für die Episode Skin
- 1981: BAFTA-Award-Nominierung Best Original Television Music für Ron Grainer